# Krušetnica
Krušetnica és un poble i municipi d'Eslovàquia que es troba a la regió de Žilina, al centre-nord del país.
Es troba documentat des del 1593.

## Demografia
| Godina             | 1994 | 2004   | 2014   | 2024   |
| ------------------ | ---- | ------ | ------ | ------ |
| Nombre de persones | 876  | 929    | 966    | 1019   |
| Diferència         |      | +6,05% | +3,98% | +5,48% |

| Godina             | 2023 | 2024   |
| ------------------ | ---- | ------ |
| Nombre de persones | 1009 | 1019   |
| Diferència         |      | +0,99% |